# Wylie Bay
Die Wylie Bay (in Chile Bahía Arthur) ist eine 6 km breite Bucht an der südwestlichen Küste der Anvers-Insel im Palmer-Archipel. Sie liegt zwischen dem Kap Monaco und dem Norsel Point.
Teilnehmer der Vierten Französischen Antarktisexpedition (1903–1905) unter der Leitung des Polarforschers Jean-Baptiste Charcot kartierten sie erstmals. Das UK Antarctic Place-Names Committee benannte sie 1959 nach dem britischen Geodäten John Peter Wylie (1928–2008) vom Falkland Islands Dependencies Survey, der zwischen 1956 und 1957 im Arthur Harbour auf der Anvers-Insel tätig war. Der Namensgeber der chilenischen Benennung ist nicht überliefert.